# Philip N. Jefferson
Philip Nathan Jefferson, född i Washington, D.C., är en amerikansk professor, nationalekonom, dekanus och statstjänsteman.
Han är ledamot i styrelsen för USA:s centralbankssystem Federal Reserve System sedan den 23 maj 2022 efter att han utnämndes till det av USA:s 46:e president Joe Biden (D). Sedan den 13 september 2023 är han vice ordförande (vice centralbankschef) för Federal Reserve.
Jefferson har tidigare bland annat varit assisterande professor vid Columbia University; gästprofessor vid University of California at Berkeley; nationell nationalekonom för Federal Reserves styrelse; professor i nationalekonomi och ordförande för fakultetet för nationalekonomi vid Swarthmore College samt vice chef för akademiska affärer, dekanus för fakulteten för nationalekonomi och professor i nationalekonomi vid Davidson College. Han har också suttit i rådgivningsorganet för Federal Reserve Bank of Minneapolis Opportunity and Inclusive Growth Institute.
Han avlade kandidatexamen vid Vassar College och master och filosofie doktor vid University of Virginia i nationalekonomi.